# Liubaita-Stätte
Die Liubaita-Stätte (chinesisch 刘白塔村遗址, Pinyin Liúbáitǎcūn yízhǐ) ist eine neolithische archäologische Stätte im Dorf Liubaita in Sanhe, Langfang, in der chinesischen Provinz Hebei. Sie wurde 1984 entdeckt und 1991 ausgegraben. Die Stätte steht seit 1993 auf der Denkmalsliste der Provinz Hebei.
Zu den ausgegrabenen Artefakten gehören verschiedene Steinwerkzeuge und Keramiken, darunter verschiedene Terrakottaschalen (bō 钵).